# Acorn Archimedes
L'Acorn Archimedes va ser el primer ordinador personal/domèstic de propòsit general d'Acorn Computers basat en la seva pròpia UCP RISC ARM de 32 bits. El nom també és usat comunament per descriure ordinadors que estan basats en la mateixa arquitectura, fins i tot quan Acorn no inclou Archimedes en el nom oficial. Els primers models van ser comercialitzats el juny de 1987, les sèries 300 i 400. La sèrie 400 incloïa 4 ranures d'expansió (encara que a la sèrie 300 s'hi podia afegir una placa de circuit amb dues ranures en paral·lel en una actualització oficial, i terceres persones van produir la seva pròpia placa de circuit amb 4 ranures) i un controlador ST506 per a un disc dur intern. Ambdós models incloïen l'Arthur OS (anomenat més tard RISC OS), BBC Basic i un emulador de terminal per als micros BBC anteriors d'Acorn, muntats en una caixa amb dues parts, amb una petita unitat central, monitor damunt, un teclat separat i ratolí de 3 botons. Tots els models incorporaven 8 canals de so estèreo i eren capaços de mostrar 256 colors en la pantalla.

## Descripció i Historia

### Primers models

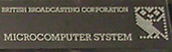
El logotip de mussol del BBC Computer Literacy Project va aparèixer al teclat, damunt del teclat numèric de la sèrie Archimedes 300 i dels teclats A3000

Els primers models van ser alliberats al juny de 1987, les sèries 300 i 400. La sèrie 400 incloïa 4 ranures d'expansió (encara que a la sèrie 300 se li podia afegir una placa de circuit amb dues ranures en paral·lel en una actualització oficial, i terceres persones van produir la seva pròpia placa de circuit amb 4 ranures) i un controlador ST506 per a un disc dur intern. Tots dos models incloïen l'Arthur OS (anomenat més tard RISC OS), un BBC Basic i un emulador pels micros BBC anteriors d'Acorn, i muntats en una caixa amb dues parts amb una petita unitat central, monitor damunt, i un teclat separat i ratolí de 3 botons. Tots els models incorporaven 8 canals de so estèreo i eren capaços de mostrar 256 colors en pantalla.
Quatre models van ser inicialment alliberats amb diferents quantitats de memòria; l'A305, l'A310, l'A410 i l'A440. Les sèries 300 i 400 van ser seguides per un nombre de màquines amb petits canvis i actualitzacions:

### A3000 i A5000

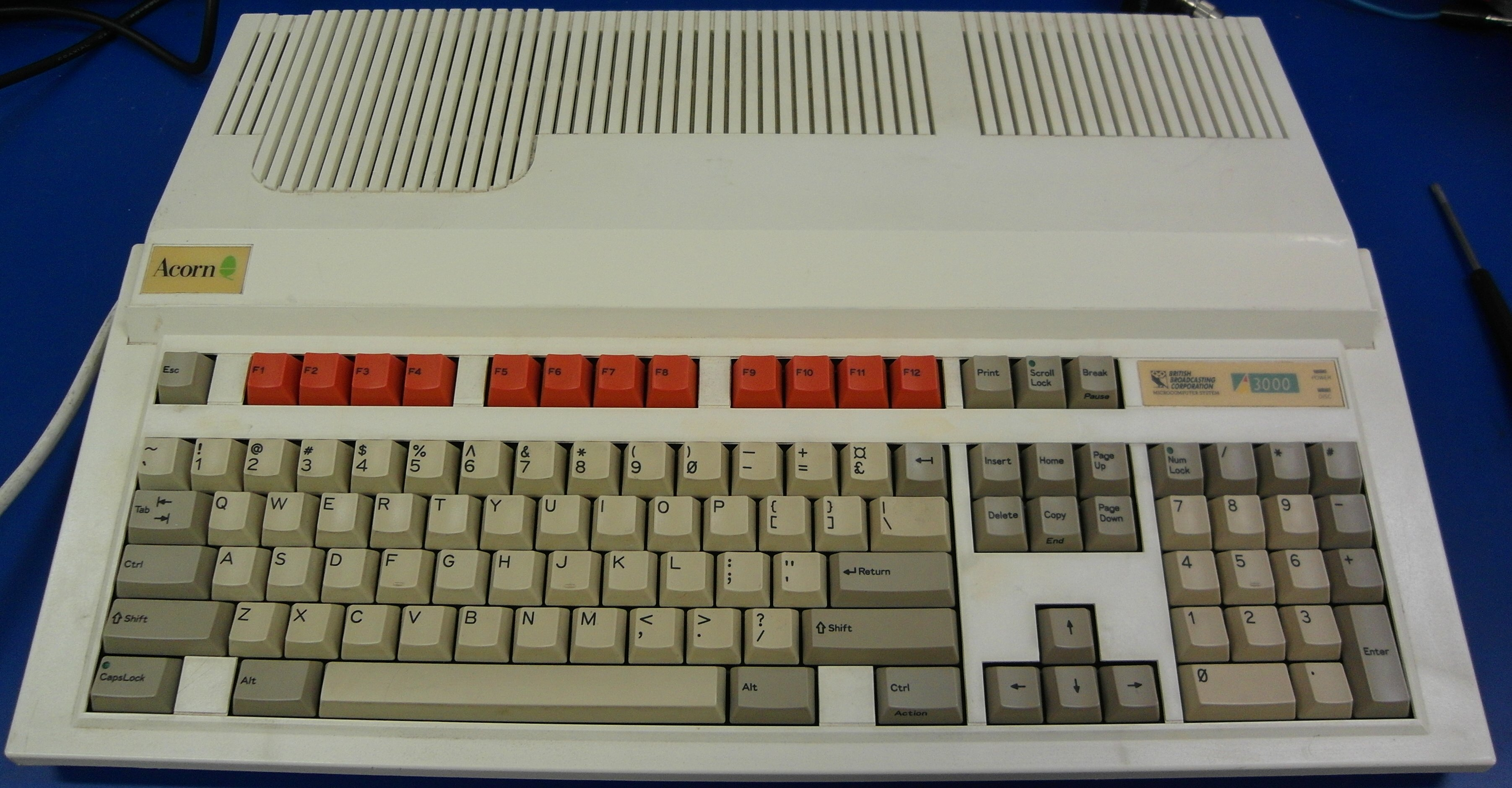
Unitat principal de l'ordinador Acorn Archimedes A3000

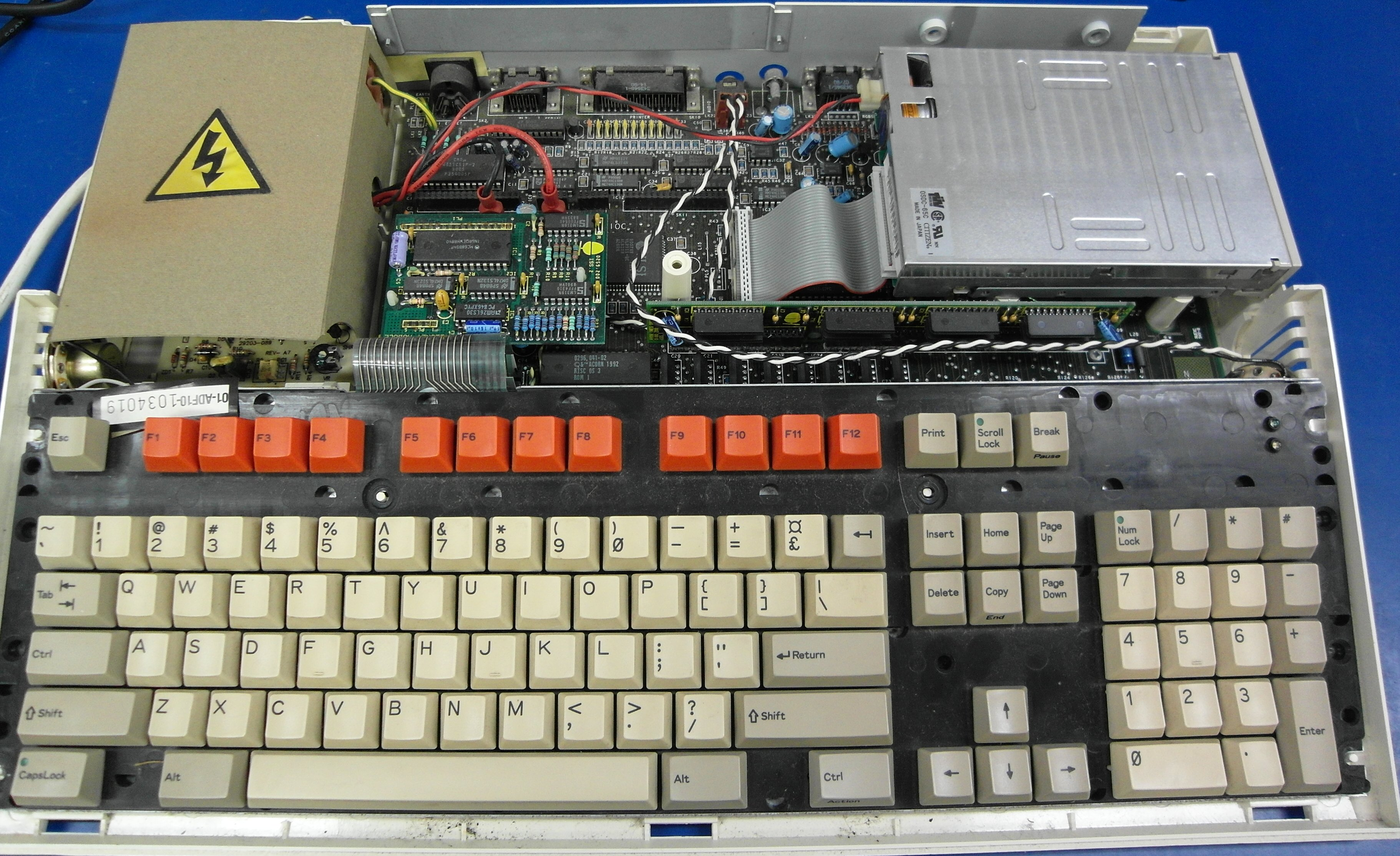
Ordinador Acorn Archimedes A3000 amb tapa retirada

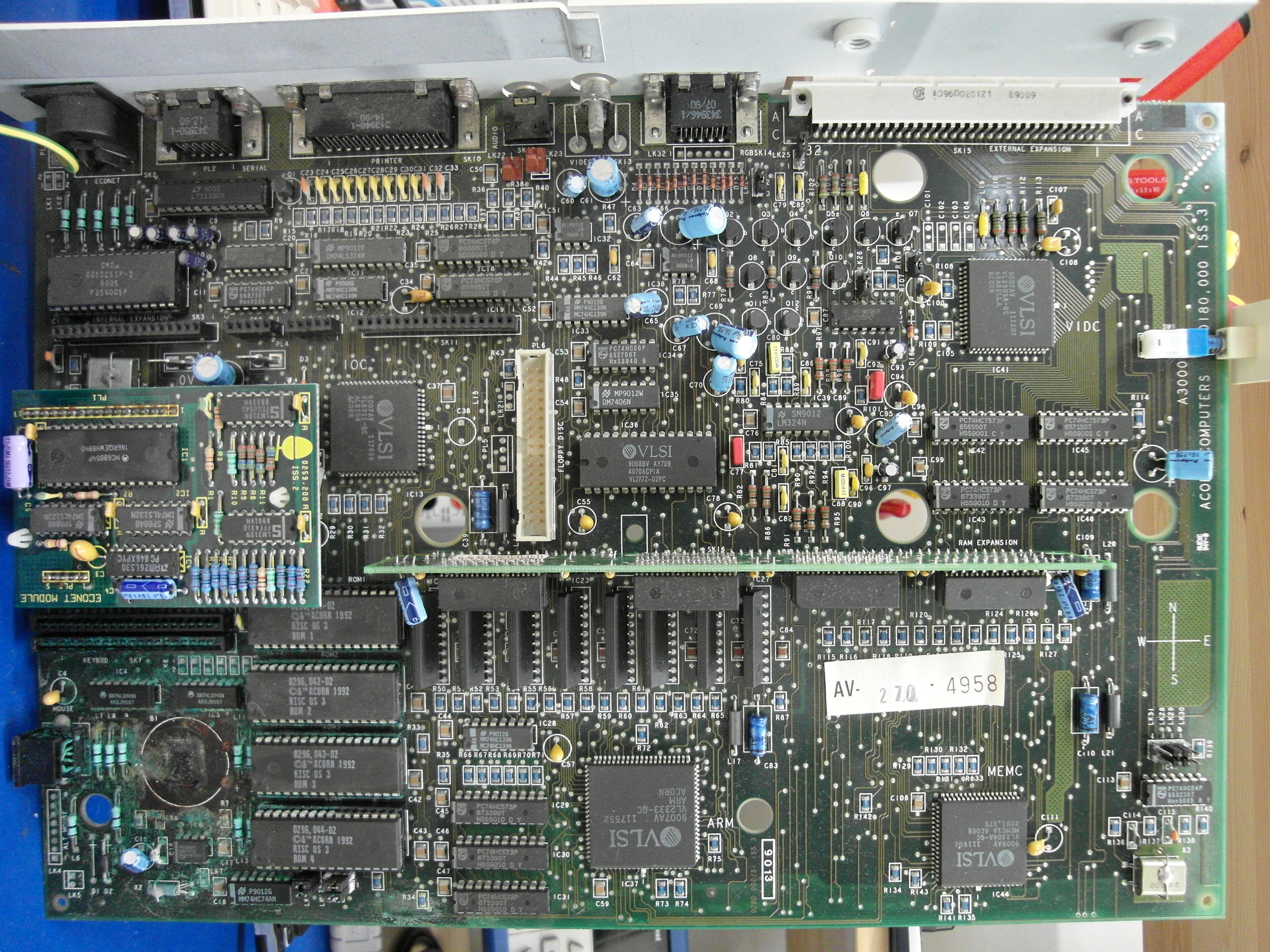
PCB principal de l'Acorn Archimedes A3000. La corrosió d'una bateria de NiCd amb fuites es pot veure a la cantonada inferior esquerra.

Es va començar a treballar en un successor per a l'Arthur SO, inicialment anomenat Arthur 2, però amb el llançament de la pel·lícula de Hollywood amb el mateix nom es va canviar a RISC OS 2. Una sèrie de màquines noves es van introduir amb ell, i al maig de 1989 la sèrie 300 va ser eliminada a favor de la nova Acorn A3000 (la sèrie 400 es va mantenir en producció). Els models anteriors van ser actualitzats al RISC OS 2 reemplaçant el xip ROM que contenia el sistema operatiu.
L'A3000 usava una CPU ARM de 8 MHz i va ser subministrada amb 1 MiB de memòria RAM. A diferència dels models anteriors, l'A3000 venia en una sola caixa, similar a la Amiga 500 i els ordinadors Atari ST, amb el teclat integrat a la base de la unitat. Aquest tipus de distribució ocupa molt espai en l'escriptori, problema que Acorn va tractar de solucionar oferint un monitor que es connectava a la base de la unitat. El model nou només suportava una única ranura d'expansió, que era físicament diferent a la dels models anteriors, encara que elèctricament similar.
El 1991, va ser llançat l'A5000. Es caracteritzava per portar el nou processador ARM3 de 25 MHz, 2 o 4 MiB de RAM, 40 o 80 MB de disc dur i una convencional caixa de dues parts. L'ampliació de la capacitat de video permetia a l'A5000 treballar còmodament amb resolucions per sobre de 800x600 píxels. Va ser el primer Archimedes a incorporar una disquetera d'Alta Densitat com a estàndard. Aquesta suportava diversos formats incloent DOS i discos Atari. Una versió posterior de l'A5000 incorporava el processador ARM3 a 33 MHz, 4 o 8 MiB de RAM, 80 o 120 MB de disc dur i un revisat sistema operatiu (RISC OS 3.10).
L'A5000 corria la versió nova del RISC OS, la 3.0. Com anteriorment, els ordinadors anteriors tenien la capacitat de ser actualitzats al nou RISC OS 3, encara que alguns van necessitar ajuda, així com el processador ARM3. Models anteriors també podien beneficiar-se del rendiment de video de l'A5000 a través d'una nova actualització.

### Nova gamma i un ordinador portàtil

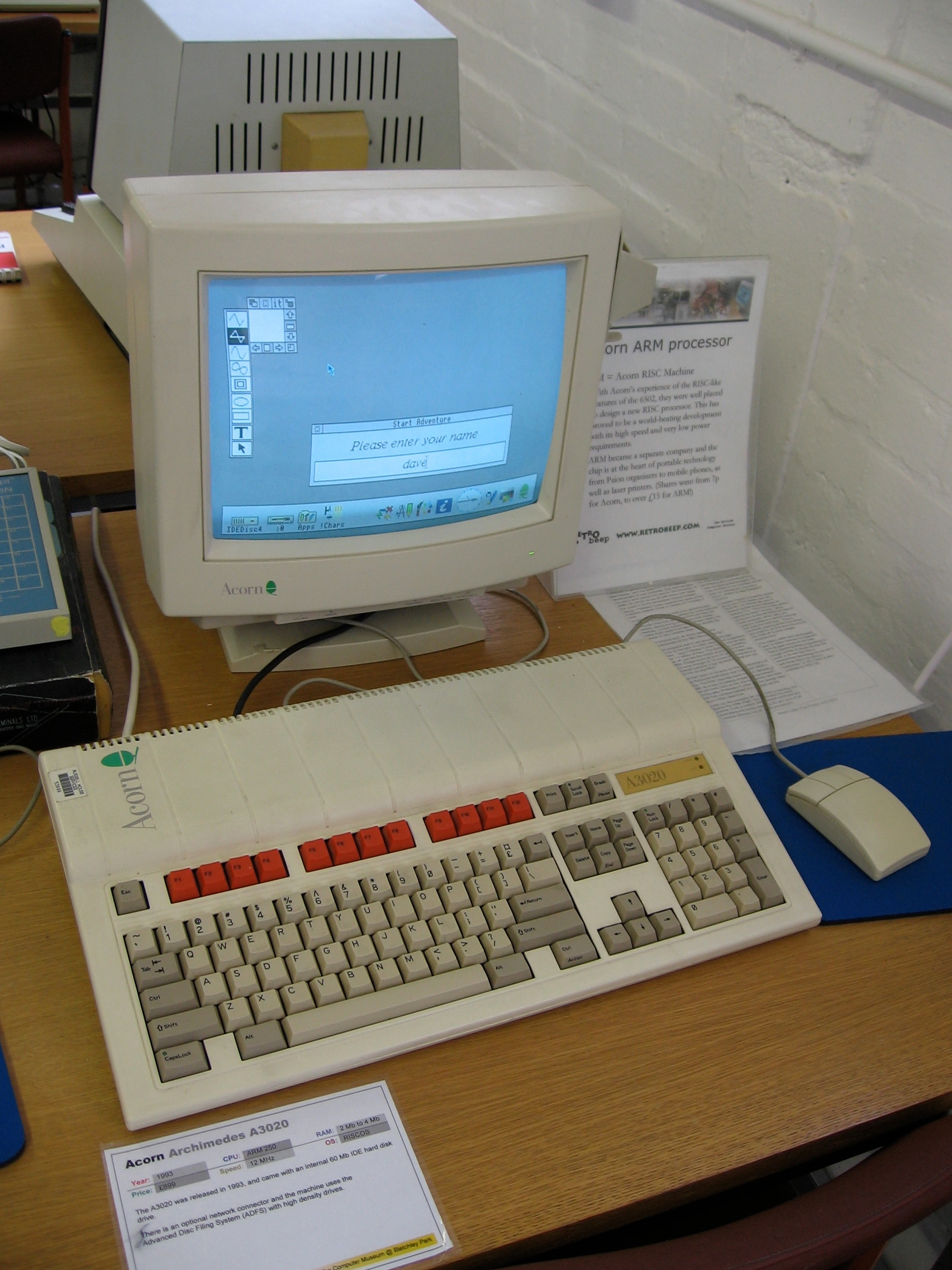
Acorn Archimedes A3020.

El 1992, va ser produïda una nova gamma, usant el processador ARM250 i l'ARM2 amb memòria integrada i controladors de video, aconseguint millors resultats gràcies a un increment de la freqüència del rellotge, i corrent el RISC OS 3.10. La sèrie A30x0 tenia un disseny 'en una sola peça', semblant al de l'A3000 però més petit, mentre que l'A4000 semblava una mica més prim que l'A5000. El model A3010 va ser un intent de ser un ordinador domèstic, caracteritzat per un modulador de TV i ports per a Joysticks; mentre que l'A3020 estava dirigit per a l'oficina i per al mercat educatiu, caracteritzat amb un disc dur de 2.5" i una interfície socket de xarxa dedicada. Tècnicament, l'A4000 era el més semblant a l'A3020, només es diferenciava en la grandària del disc dur (3.5" per l'A4000), encara que tenia una aparença diferent. Els tres ordinadors basats en l'ARM250 podien ser actualitzats a 4 MiB mitjançant xips plug-in (encara que l'A3010 va ser dissenyat per 2 MiB, terceres persones van aconseguir l'actualització) i una ranura "mini-podule" usada per a una expansió interna en l'A3000.
També en 1992, Acorn va introduir un ordinador portàtil anomenat A4 que utilitzava un processador ARM3 com l'A5000, a pesar que tenia menor velocitat de rellotge i una pantalla LCD capaç de mostrar una resolució màxima de 640x480 pixels en 15 nivells de grisos. No obstant això, disposava d'un port de monitor que oferia la mateixa capacitat de resolució que un A5000. Una absència notable en l'ordinador era un dispositiu apuntador muntat, requerint als usuaris a navegar amb les tecles de cursor o connectant un ratolí convencional de tres botons Acorn.
L'A7000, a pesar que el seu nom recorda a la convenció de noms usada en els Archimedes, va ser actualment més similar al PC RISC –la línia dels ordinadors RISC OS que va precedir l'Archimedes el 1994–. Mancava, no obstant això, d'una ranura d'expansió DEBI i una caixa multi ranurada que caracteritzava al PC RISC (encara que eliminant el CDROM, se li podia afegir una ranura d'expansió).

## Llista de models
| Model                  | Memòria (RAM)   | Espai de disc dur                 | Data de llançament | Preu de llançament (UK) | Notes |
| ---------------------- | --------------- | --------------------------------- | ------------------ | ----------------------- | --- |
| BBC Archimedes 305     | 512 KB (512 KB) | -                                 | Juliol de 1987     | £799                    | - |
| BBC Archimedes 310     | 1 MB (1 MB)     | -                                 | Juliol de 1987     | £875                    | - |
| BBC Archimedes 310M    | 1 MB            | -                                 | Juliol de 1987     | £                       | Va incloure programari d'emulació per a emulació de PC                                                                      |
| Acorn Archimedes 410   | 1 MB            | -                                 | Juliol de 1987     | £1.399                  | Va aparèixer només al mercat literari                                                                                       |
| Acorn Archimedes 440   | 4 MB            | 20 MB                             | Juliol de 1987     | £2.299                  | - |
| BBC A3000              | 1 MB            | -                                 | Maig de 1989       | £649                    | Aquest model va ser l'últim microordinador BBC.                                                                             |
| Acorn Archimedes 410/1 | 1 MB            | - (ST506 interfície i placa base) | Juny de 1989       | £999                    | Millorat control de memòria MEMC1A sobre el model previ 410                                                                 |
| Acorn Archimedes 420/1 | 2 MB            | 20 MB ST506                       | Juny de 1989       | £1099                   | - |
| Acorn Archimedes 440/1 | 4 MB            | 40 MB ST506                       | Juny de 1989       | £1299                   | Millorat control de memòria MEMC1A sobre el model previ 440                                                                 |
| Acorn R140             | 4 MB            | 47 MB ST506                       | Juny de 1989       | £3500                   | Estació de treball RISC iX                                                                                                  |
| Acorn Archimedes 540/1 | 4 MB (max 16Mb) | 100 MB SCSI                       | Juny de 1990       | £2499                   | processador ARM3 |
| Acorn R225             | 4 MB            | -                                 | Juliol de 1990     | £                       | processador ARM3, RISC iX estació de treball en xarxa                                                                       |
| Acorn R260             | 8 MB            | 100 MB SCSI                       | Juliol de 1990     | £                       | processador ARM3, estació de treball RISC iX                                                                                |
| Acorn A5000            | 1 MB o 4 MB     | 0 MB a 160 MB IDE                 | Setembre de 1991   | £999 o £1499            | processador ARM3, llançat amb diversos sub-models                                                                           |
| Acorn A4               | 2 MB o 4 MB     | 0 MB o 60 MB IDE (2.5")           | Juny de 1992       | £1399 o £1699           | Ordinador portàtil amb processador ARM3 amb 24MHz (1 MHz inferior del normal), pantalla LCD de 640x480 amb escala de grises |
| Acorn A3010            | 1 MB            | -                                 | Setembre de 1992   | £499                    | Processador ARM250 |
| Acorn A3020            | 2 MB            | 0 MB - 80 MB IDE (2.5")           | Setembre de 1992   | £799                    | Processador ARM250 |
| Acorn A4000            | 2 MB            | 0 MB - 210 MB IDE                 | Setembre de 1992   | £999                    | Processador ARM250 |

També produïts, però mai venuts comercialment són:
- A500 - 4 RAM, interfície ST506[12]
- A680 and M4 - 8 MB RAM, bus SCSI on placa base

## Importància i impacte

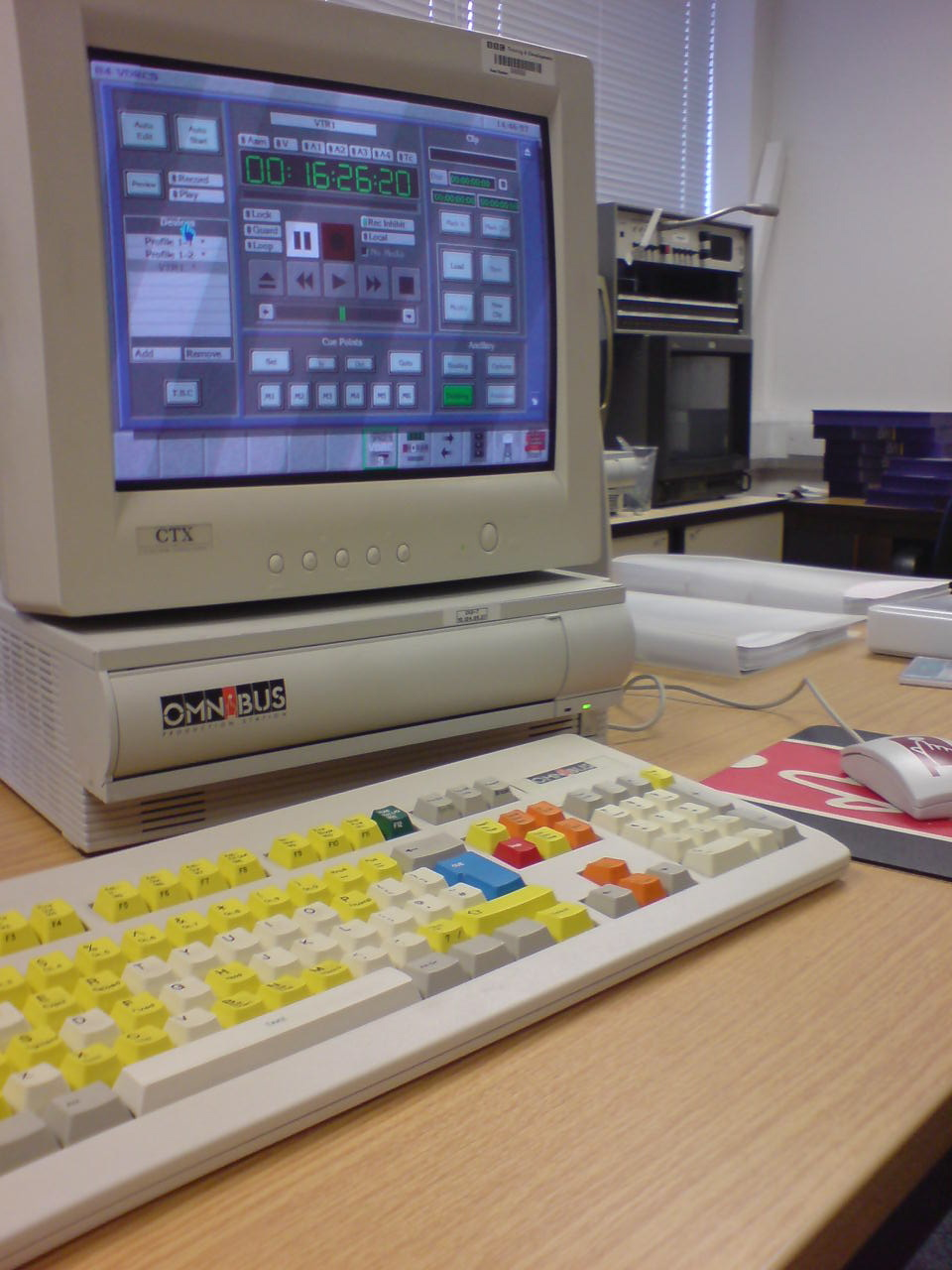
Omnibus RiscPC

L'Archimedes va ser un dels ordinadors domèstics més potents disponibles durant finals de 1980 i principis de 1990, el seu principal CPU va ser més ràpida que el microprocessador 68000 utilitzat en la popular Commodore Amiga i les màquines Atari ST. Els 8Mhz del 68000 tenien un rendiment mitjà d'aproximadament 1 MIPS. Els 8Mhz de l'ARM2 rendien entre 4.5 i 4.8 MIPS en repetits bancs de proves.
L'Archimedes va guanyar una significativa quota de mercat al mercat educatiu del Regne Unit, Irlanda i Austràlia; l'èxit de l'Archimedes a les escoles britàniques es va deure, en part, al seu predecessor, el Micro BBC i posteriorment al projecte "ordinadors per a l'escola" organitzat per la cadena de supermercats Tesco en associació amb Acorn, i la majoria d'estudiants i els alumnes en aquests països a principis dels 90 van estar exposats a un Archimedes o a un ordinador Seriï A. Malgrat un avantatge tècnic, l'Archimedes només va reunir un èxit moderat més enllà del sector de l'educació, convertint-se en una plataforma minoritària fos de determinats sectors de mercat. Aquests sectors de mercat incloïen treballs professionals tals com la ràdio, la medicina i la gestió de l'estació de trens i l'edició musical. Una altra raó per la qual les escoles van triar l'Acorn Archimedes sobre el Commodore Amiga i l'Atari ST va ser que els estudiants van adoptar els jocs a l'escola de les seves col·leccions de jocs de l'Amiga i Atari ST i amb ells es distreien del seu treball escolar.
A principis dels 90, el mercat educatiu del Regne Unit va començar a allunyar-se de l'Archimedes. Els ordinadors Apple Macintosh o els PC compatibles IBM van eclipsar a l'Archimedes en les seves capacitats multimèdia, la qual cosa va conduir a una erosió en la quota de mercat de l'Archimedes. El projecte de Tesco "Ordinadors per a l'escola" posteriorment va canviar la relació d'Acorn a RM Plc i molts altres proveïdors d'ordinadors, que van conduir a la disminució de la quota de mercat educatiu de l'Archimedes.